# Avenue des Chalets
Ne doit pas être confondu avec Rue du Chalet (Paris) ou Avenue des Chalets (Uccle).
L'avenue des Chalets est une voie du 16e arrondissement de Paris, en France.

## Situation et accès
L'avenue des Chalets est une voie privée située dans le 16e arrondissement de Paris. Elle débute au 101 bis-103, rue du Ranelagh et se termine au 64-66, rue de l'Assomption.
Le quartier est desservi par la ligne 9, station Ranelagh.

## Origine du nom
Elle doit son nom aux dix villas pittoresques qui la bordent, hautes de deux étages et surmontées d'un toit pointu. Inspirées de différents styles régionaux, elles répondaient au désir de la bourgeoisie du tournant des XIXe – XXe siècles d'habiter des demeures originales.

## Bâtiments remarquables et lieux de mémoire
- Clara Malraux (1898-1982), écrivain, a passé son enfance et sa jeunesse dans l’avenue, dont elle s'amusait du nom : « avenue des Chats laids[2] ». L'écrivain et homme politique André Malraux, époux de Clara, y a également vécu[4].
- Le peintre Roger Chapelain-Midy (1904-1992) y a eu un chalet[2].
- No 1 (angle du 101 bis, rue du Ranelagh) : hôtel particulier[5] construit en 1899 par l’architecte Louis Salvan[6].
- No 7 : l’homme politique Jean Jaurès a vécu à cette adresse de 1903 à 1908[7].

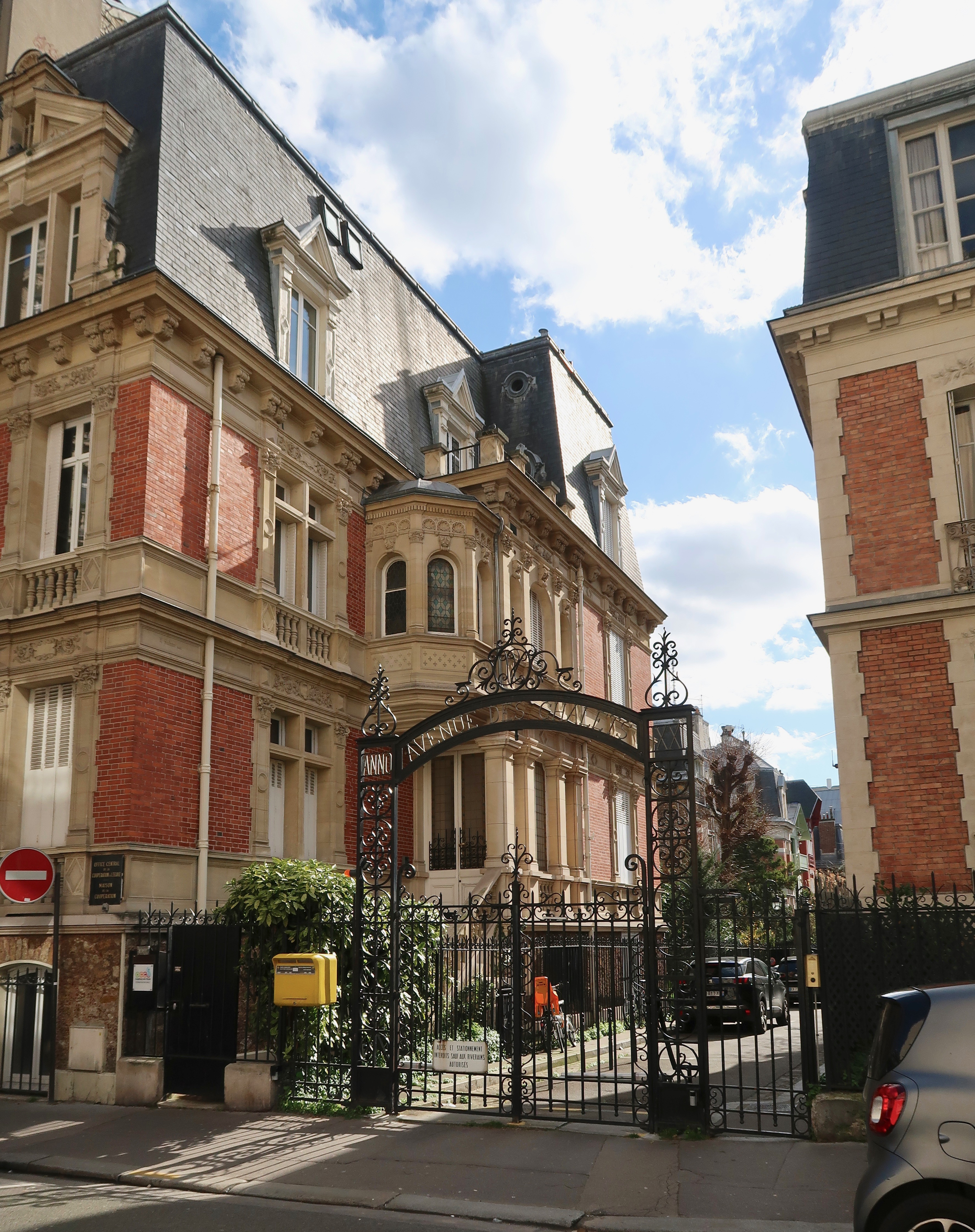
Hôtel particulier construit en 1899 (côté Ranelagh).
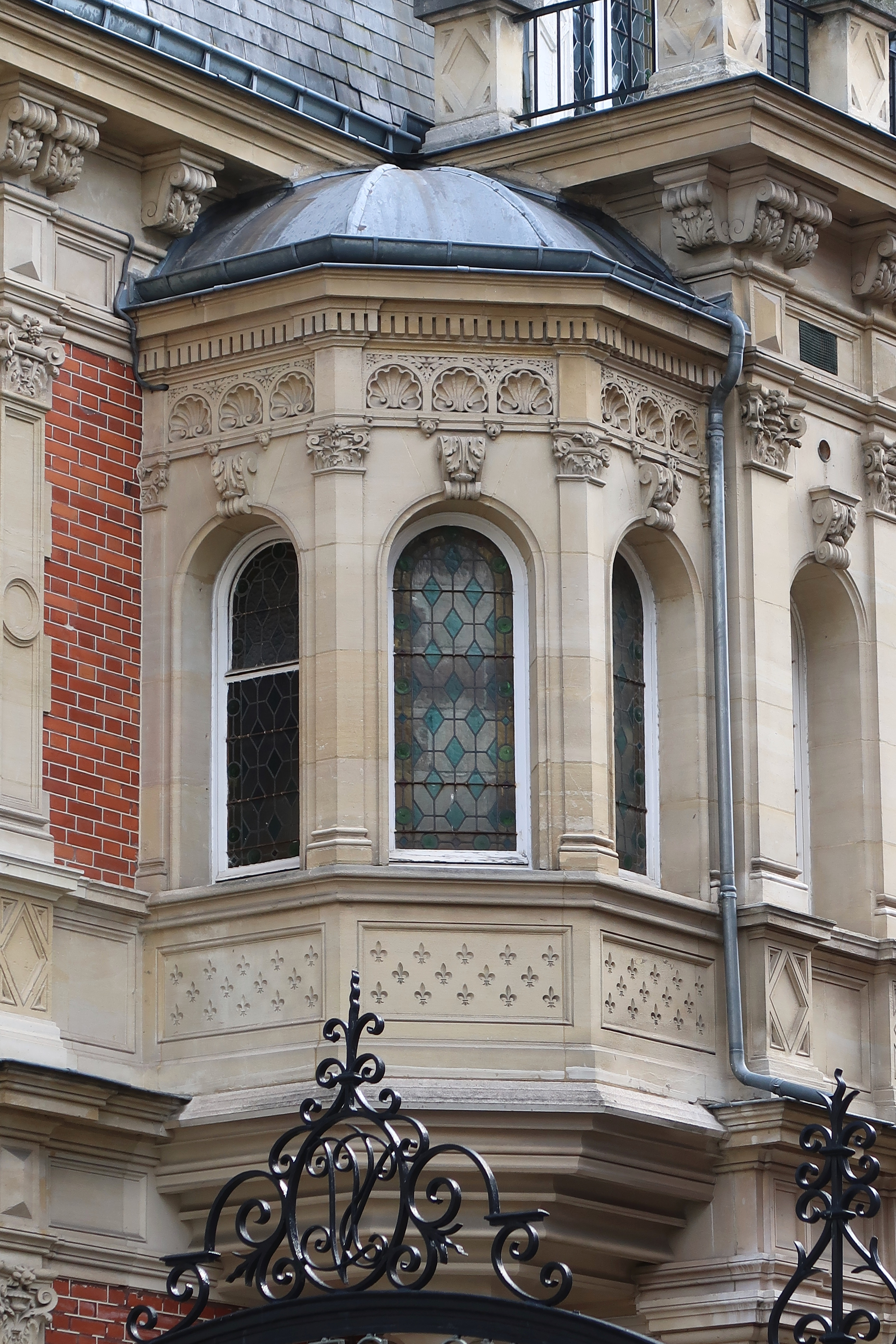
Détail de la façade de l'édifice précédent.
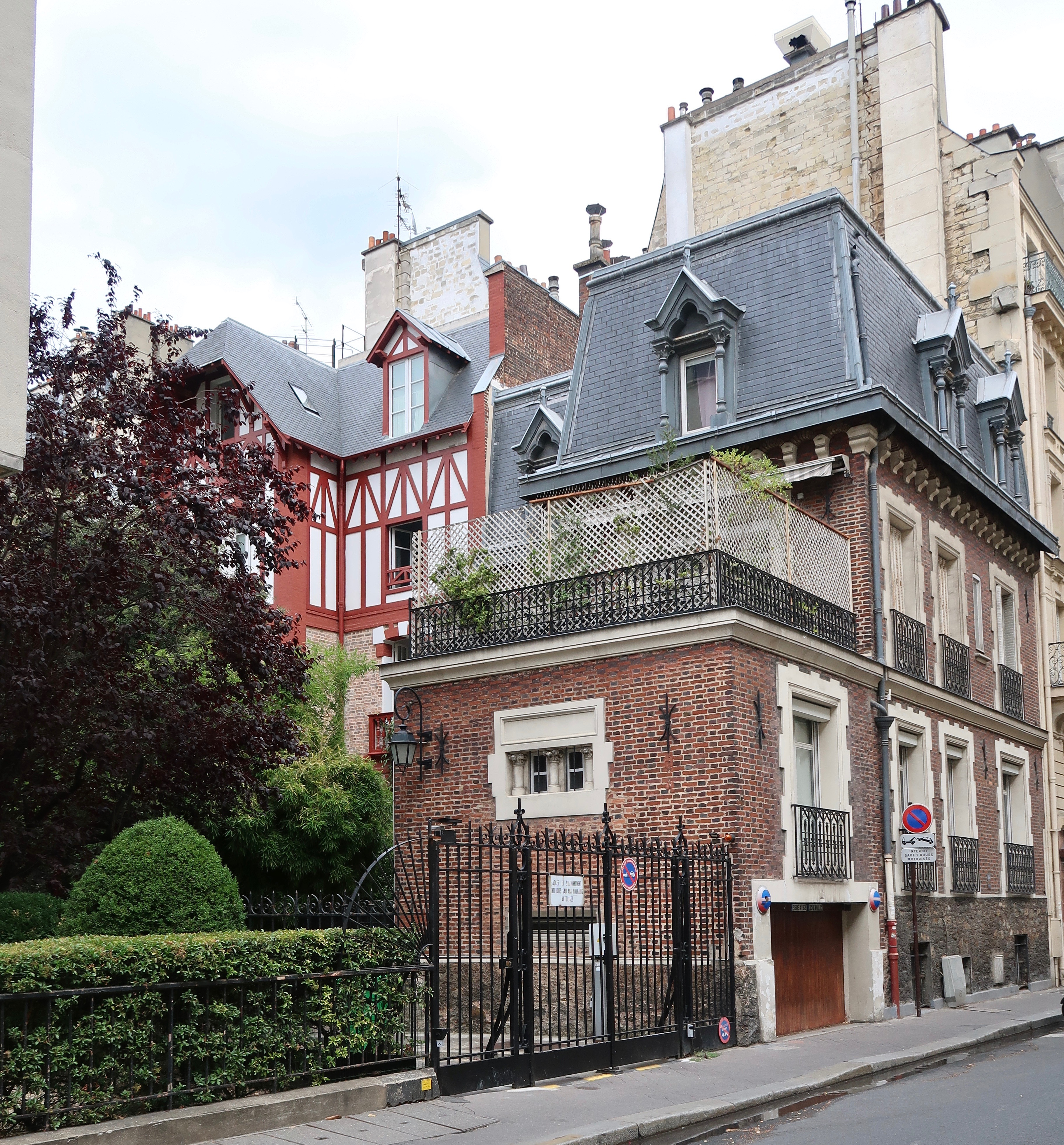
Entrée côté Assomption.

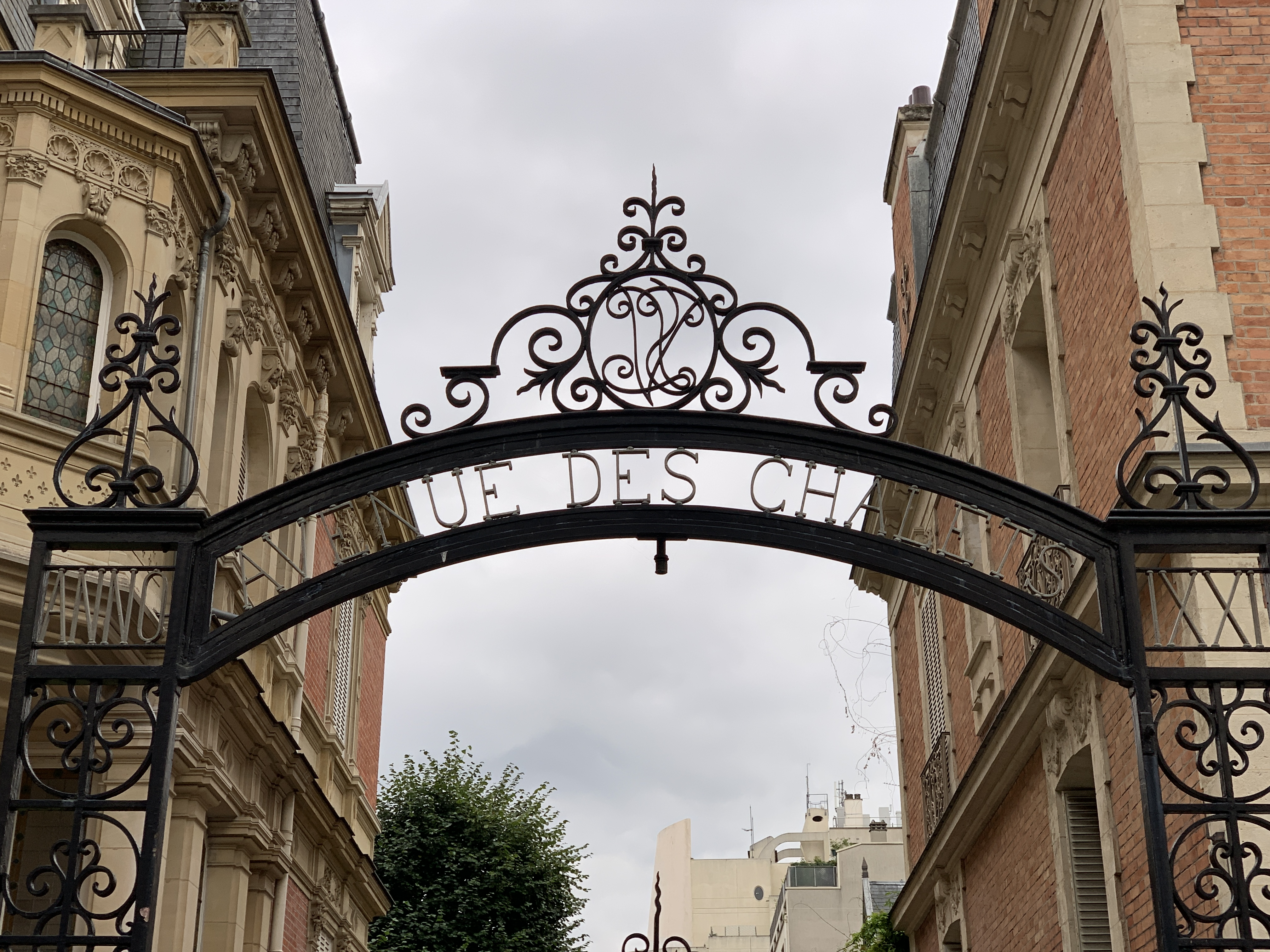
Détail de la grille.